# Panthera atrox
El león americano (Panthera atrox) fue una especie de mamífero carnívoro de la familia de los félidos, extinta desde alrededor del año 10 000 a. C., que habitó en el oeste de América del Norte durante el Pleistoceno. Está relacionada con el león africano.
Suele recibir el nombre común de león americano, el cual, fuera de contexto, pueden llevar a confusiones con el puma (Puma concolor) y el león cavernario de Eurasia (Panthera spelaea), respectivamente, que también son conocidos por esos nombres. P. spelaea estaba estrechamente emparentado con P. atrox, que probablemente se originó a partir de una población de leones cavernarios que cruzaron el puente de Beringia, puente de tierra que, durante la última glaciación, comunicaba Siberia con Alaska.

## Descripción

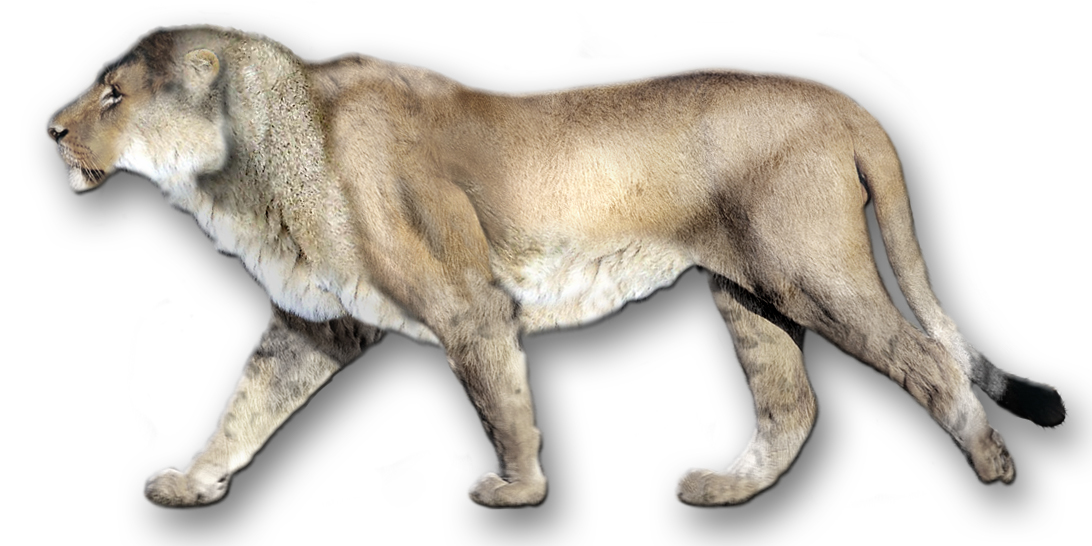
Reconstitución digital hipotética de un espécimen de Panthera atrox.

Probablemente fueron los félidos más grandes que han existido jamás, los leones americanos eran enormes, en torno a un 25 % más grandes que los leones africanos actuales, puesto que estos últimos, en sus ejemplares más grandes, la altura al hombro supera el metro con hasta cuatro centímetros más una melena que lleva la cifra hasta 1,20 m; el león americano que probablemente no contaba con melena, llegaba a 1,50 m de altura al hombro; la longitud de cabeza y cuerpo se estima entre 2.5-3.5 metros. Los machos tenían un peso de entre 350 y 430 kg y las hembras pesaban unos 280 kg, con un promedio de 276 kg. El león americano era de constitución pesada como la del felino dientes de sable Smilodon populator de Sudamérica, el cual pudo haber pesado entre 260 - 380 kg. Sorkin (2008) estimó que podrían llegar hasta más o menos 420 kg, Se ha estimado que la composición corporal media de Panthera atrox fue de un 57,1 % de músculo esquelético, 12,4 % de hueso, 11,8 % de Órganos, 11,5 % de piel y pelaje, 2,67 % de tejido adiposo y 4,62 % de sangre y residuos.  Superaban en tamaño a todos los carnívoros del subcontinente, con la sola excepción de los osos de cara corta del género Arctodus. Dado que éstos eran tanto o más carroñeros que cazadores, se puede decir que los leones eran los depredadores dominantes en la América glacial, por encima de animales como los lobos gigantes, los felinos dientes de sable, los felinos dientes de cimitarra, los osos grizzly y los lobos grises.
Además del tamaño, se da el caso de que los leones americanos tenían el cerebro más grande en relación con el resto del cuerpo de todos los leones, lo que les haría particularmente inteligentes y capaces de llevar a cabo complejas tácticas de caza en manada. Su conducta social queda probada también por el frecuente hallazgo de manadas enteras en cuevas y pozos de brea como los de Los Ángeles, donde se han recuperado cerca de 100 esqueletos completos de estos animales, que han permitido establecer las características de su estructura corporal. Sus rasgos y dientes son bastante parecidos a los de los leones modernos, pero son considerablemente mayores.
Al contrario que Europa, la Norteamérica del Paleolítico carece de pinturas rupestres que permitan conocer el aspecto en vida de la megafauna local. La mayoría de las reconstituciones pictóricas suelen representar los leones americanos con un aspecto muy similar al de sus parientes africanos, pero es más probable que fuesen bastante diferentes en su aspecto externo, como ocurre con los leones cavernarios de Eurasia. Las representaciones prehistóricas de éstos dibujan machos sin melena, y en algunos casos se aprecian unas pocas manchas o rayas cortas en la cola o cuartos traseros (se ha sugerido que el arte rupestre no dibuja melenas porque los hombres primitivos solo representaban hembras, pero hay casos como el del león de la cueva francesa de Combarelles donde se aprecia claramente el sexo masculino del animal).
La caza en manada y su robusta constitución física les permitía capturar todo tipo de grandes animales, principalmente asnos, caballos, ciervos y bisontes, que entonces abundaban en América. También abatían jóvenes mamuts y mastodontes.

## Distribución
Los primeros leones conocidos en el continente americano al sur de Alaska en Estados Unidos son de la época del Sangamoniense - el último período interglacial - y posteriormente, el león americano se extendió desde Alberta en Canadá hasta Maryland, llegando por el sur tan lejos como el estado de Chiapas en México. Generalmente no se lo encuentra en las mismas áreas que el jaguar, el cual favorecía zonas boscosas sobre aquellas de hábitats abiertos. Estuvo ausente del este de Canadá y el noreste de Estados Unidos, quizás debido a la presencia de densos bosques boreales en la región.
Existe la creencia que la distribución del león americano abarcó hasta el sur de Perú como parte del Gran Intercambio Biótico Americano, basándose en restos hallados principalmente en los depósitos de brea de Talara; sin embargo los restos encontrados en estas regiones corresponden en realidad a jaguares de gran tamaño. Por otro lado, según un análisis publicado en 2017 por científicos del CONICET y del Museo Argentino de Ciencias Naturales "Bernardino Rivadavia", se determinó que restos fósiles encontrados en la Patagonia en el sur de Chile y Argentina en el siglo XIX se corresponden con las medidas y morfología del extinto Panthera leo atrox, en lugar de ser una subespecie gigante de jaguar, Panthera onca mesembrina, recomendando la revisión de restos fósiles realizados en el área andina.

## Clasificación

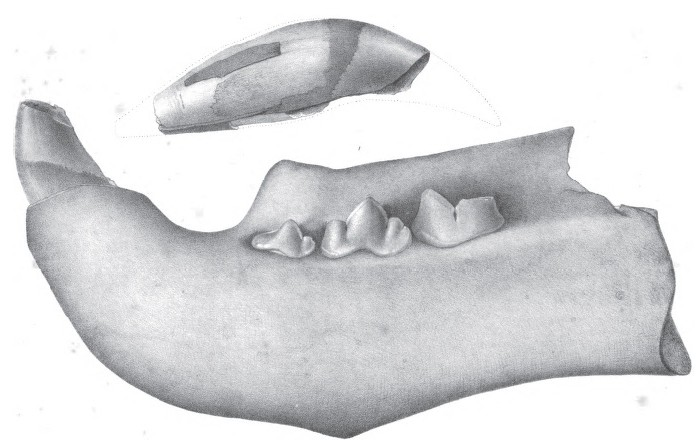
Ilustración del espécimen tipo por Leidy, 1852

El primer resto conocido (media mandíbula) fue estudiado en 1853 por Joseph Leidy, que lo adscribió a una nueva especie, Felis atrox (que significa "cruel" o "temible" en latín). La reestructuración de la clasificación de los felinos trasladó a todos los grandes gatos (tigres, leones, leopardos y jaguares) a un género propio, Panthera. Pronto se descubrieron muchos más restos que permitieron identificar al Panthera atrox como una subespecie americana del león, y por tanto perteneciente a la especie Panthera leo.
Sin embargo, en 1996, Groiss detectó una serie de semejanzas craneales entre los leones cavernarios y los tigres, y enunció la posibilidad de que estos animales fuesen en realidad subespecies de Panthera tigris y no Panthera leo. Se da el caso además, de que se han descubierto algunos restos similares a tigres en yacimientos del Pleistoceno temprano de Alaska, en torno a los 100 000 años de antigüedad. Aunque aún no han sido clasificados debidamente, estos restos se interpretan como pertenecientes a una especie cercana al tigre o quizás una subespecie primitiva de él relacionada con el actual tigre siberiano, lo que planteó la duda si era una subespecie de león o de tigre.
Aunque no muy desarrollada, se generó una pequeña polémica a este respecto entre diferentes autores. En 2004, los análisis moleculares de Burger indicaron que los leones cavernarios de Europa y Asia no eran tigres, sino leones (aunque no estaban emparentados con ninguna subespecie actual de león en particular). Dado el fuerte parecido entre los leones eurasiáticos y los americanos, lo más probable es que los americanos sean también auténticos leones y que las semejanzas con los tigres notadas por Groiss sean en realidad caracteres primitivos que se han mantenido en estas subespecies pero que se han perdido en las otras. También se ha sugerido que el cráneo tiene características en común con el del jaguar (P. onca).
Estudios cladísticos usando características morfológicas han sido incapaces de resolver la posición filogenética de este animal. Se ha sugerido que el león americano y el león de las cavernas euroasiático eran ramas sucesivas de un linaje que conduce al actual clado formado por el león y el leopardo. Un estudio más reciente que comparó el cráneo, mandíbulas y dientes del león americano con otros panterinos concluyó que no era un león y era distinto de las especies actuales. Los autores sugirieron que pudo haberse originado de panterinos que migraron a América del Norte a mediados del Pleistoceno y que también dieron origen a los jaguares. Otro estudio morfológico agrupó al león americano con P. leo y P. tigris, y se atribuyeron las similitudes con P. onca a una evolución convergente.
Sin embargo, datos provenientes de secuencias del ADN mitocondrial de restos de leones americanos de Wyoming y Alberta muestran que es un linaje hermano del león de las cavernas, y probablemente se originó de una población temprana de leones cavernarios que quedó aislada al sur de la Placa de hielo continental americana. El más reciente antepasado común de ambas poblaciones aparentemente vivió hace unos 340 000 (194 000-489 000) años. Se estima que el más reciente ancestro común del linaje L. atrox vivió hace 200 000 (118 000-246 000) años.
Estos datos implican que el aislamiento genético de P. spelaea habría comenzado por la época de la glaciación Illinoiense, hace ~300 000–130 000 años (se sabe que una población de P. spelaea estuvo presente en el oriente de Beringia en ese período, y estuvo presente hasta hace al menos 11 925 ± 70 años). Esta separación se mantuvo durante el interglacial Sangamon, hace ~130 000–110 000 años, así como durante los interestadiales tardíos de la glaciación inicial y aquellos de la siguiente glaciación de Wisconsin, hace ~110 000-10 000 años. Se ha sugerido que el bosque boreal puede haber contribuido a la separación durante los intervalos cálidos; de forma alternativa, también puede haber existido ya una separación de especies. El estudio también indicó que el león actual es el pariente vivo más cercano de P. atrox y P. spelaea.

## Extinción

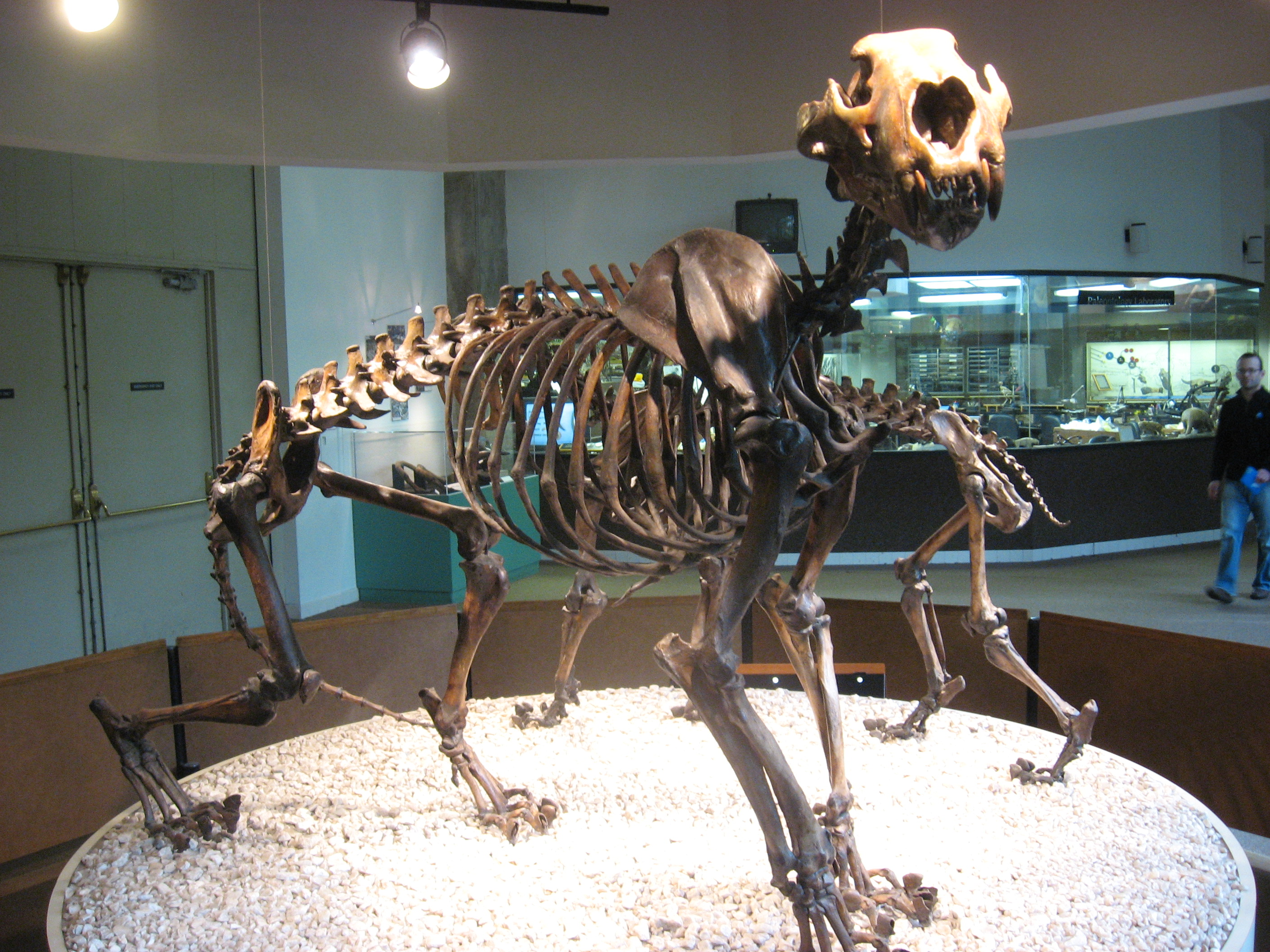
Esqueleto de Panthera atrox (Museo George C. Page)

Los leones americanos son una de las "'víctimas" de la gran extinción americana de finales del Pleistoceno, que se engloba dentro del evento de extinción masiva global del Cuaternario, que acabó con el 73% de las especies norteamericanas de megafauna, incluyendo a todos los proboscídeos americanos, los caballos, los bisontes gigantes, los lobos gigantes, los camellos, los tigres de dientes de sable, los megaterios, los armadillos gigantes y muchos más animales.

### Hipótesis del cambio climático
Las causas de esta extinción masiva solían interpretarse durante el siglo XX como el resultado de una conjunción de catástrofes climáticas ocurridas al final de la última glaciación. Hoy la hipótesis del cambio climático como causa principal de la extinción de la megafauna empieza a dejar ver cada vez más inconsistencias que los científicos están poniendo de manifiesto a través de estudios ecológicos y de análisis comparativos mediante la aplicación de modelos matemáticos a los restos que están apareciendo, como la asincronía regional de las extinciones, (las extinciones ocurrieron en periodos completamente distintos en diferentes lugares del mundo); el hecho de que hubiera docenas de otros ciclos glaciales a lo largo del Pleistoceno sin extinciones masivas asociadas en el registro fósil; en el caso del león, había conquistado casi todos los biomas terrestres, desde las sabanas y los desiertos africanos hasta las estepas polares holárticas  por lo que parecería difícil justificar qué cambios en el clima pudieran afectarle directamente; las extinciones presentan una selectividad de tamaño sin precedentes en el registro fósil, ya que afectan casi exclusivamente a la megafauna, cuando son las especies más pequeñas las más vulnerables y las que se extinguen en una mayor proporción bajo perturbaciones medioambientales provocadas por el clima; en Norteamérica la disposición de norte a sur de sus grandes cordilleras permite una migración en caso de cambios climáticos; y por último los cambios climáticos no pueden explicar por qué las extinciones de megafauna han sido sistemáticamente más recientes en las islas que en los continentes, cuando ante un cambio climático lo esperado es lo contrario. 

### Hipótesis de la caza excesiva
Por el contrario, sí parece existir una correspondencia cada vez más clara entre las fechas de llegada de los humanos con las de la extinción de la megafauna en cada masa terrestre, como es el caso de la extinción masiva de Norteamérica en la que desapareció Panthera leo atrox.
Así la megafauna norteamericana sobrevivió a través de muchos otros ciclos glaciales intensos (más de 30) a lo largo de todo el Pleistoceno, y también persistió hasta bien entrado el Holoceno en islas que habían permanecido fuera del alcance de nuestra especie. Ambas líneas de evidencias muestran que si no fuera por los impactos antropogénicos, es poco probable que la megafauna norteamericana se hubiera extinguido. Por eso hoy se considera que en la mayor parte de los casos de extinción masiva de megafauna los cambios climáticos parecen haber actuado principalmente como intensificadores, cuando coincideron con la llegada de los humanos a una masa terrestre determinada.

#### La caza como posible causa de extinción del león americano
Así muchos científicos vienen señalando durante la última década al Homo sapiens como el causante principal de la extinción en masa de megafauna de Norteamérica. Los primeros humanos entraron desde Siberia hace unos 15 000 años y se expandieron rápidamente hasta alcanzar la Tierra del Fuego. Al contrario que en otros lugares, la megafauna norteamericana a la que pertenecía Panthera leo atrox no había estado expuesta antes de la llegada del Homo sapiens a la depredación por parte de homínidos y sería incapaz de identificar a la nueva especie como depredador. Un comportamiento que se conoce como mansedumbre de isleños (island tameless o island naivety en inglés). Este comportamiento es identificado por los ecólogos como un factor clave de vulnerabilidad de las especies autóctonas frente a la aparición de especies alóctonas.
La relación entre los paleoamerindios y los leones era bastante ambigua a este respecto, puesto que parece que se cazaban los unos a los otros. La Cueva del Jaguar, en Idaho, muestra los restos de leones cavernarios muertos y consumidos por humanos hace 10.300 años, lo que evidencia que humanos y leones no solo compitieron por las presas, sino que hubo caza directa del león como fuente de alimento.